# Gradishtë
Gradishtë är en ort och tidigare kommun i Fier prefektur i västra Albanien. Vid kommunreformen 2015 blev kommunen en del av Divjakë kommun. Invånarantal vid folkräkningen 2011 var 7.521.